# Communauté de communes de la Campagne Gâtinaise
Die Communauté de communes de la Campagne Gâtinaise ist ein ehemaliger französischer Gemeindeverband (Communauté de communes) im Département Seine-et-Marne und der Region Île-de-France. Er wurde im August 1973 gegründet. Zum 1. Januar 2010 ging der Gemeindeverband in der Communauté de communes Gâtinais-Val de Loing auf.

## Mitglieder
- Beaumont-du-Gâtinais
- Gironville
- Ichy
- Arville
- Obsonville

## Quelle
- Le SPLAF - (Website zur Bevölkerung und Verwaltungsgrenzen in Frankreich (frz.))